# Баклофеновая интоксикация
Баклофеновая интоксикация — опасное для жизни состояние, вызванное чрезмерным употреблением баклофена. Симптомы часто включают замедление сердечного ритма, низкое кровяное давление, повышенное слюноотделение, низкую температуру тела и спутанность сознания. Однако у некоторых может наблюдаться учащённое сердцебиение и повышенное артериальное давление. Среди возможных осложнений отмечают возникновение судорог или комы.
У взрослых доза баклофена более 200 мг обычно приводит к появлению симптомов отравления в течение двух часов. после приема препарата перорально или с помощью интратекального насоса. Факторы риска включают плохую функцию почек, в частности, СКФ менее 30 мл/мин. Если спустя более четырёх часов после приема препарата не наблюдается никаких симптомов, возникновение интоксикации маловероятно. Норм содержания баклофена в крови в целом не существует.
Лечение включает в себя симптоматическую терапию, такую как зондовое промывание желудка. После промывания можно использовать активированный уголь. Пациентам с нарушением функции почек может быть назначен диализ. Судороги лечатся бензодиазепинами, а низкое кровяное давление можно контролировать с помощью внутривенных вливаний и норадреналина. Зачастую симптомы проходят в течение 1-2 дней. После выздоровления прием баклофена обычно требует возобновления, иначе может возникнуть синдром отмены.
В 2020 году токсикологическими центрами США было зафиксировано около пяти тысяч случаев передозировки, четыре из которых закончились смертью. Примерно у 20 % пациентов, получающих лекарство через помпу, в какой-то момент возникают осложнения. Среди тех, кто намеренно принимает слишком большую дозу, типичный возраст составляет около 35 лет, и чуть больше половины из них — женщины.